# Virginio Colombo
Virginio Colombo (Brera, 1885 – Buenos Aires, 22 luglio 1927) è stato un architetto italiano naturalizzato argentino, che operò prolificamente nella capitale argentina fino alla sua morte all'età di 42 anni.

## Biografia
Studiò architettura all'Accademia di belle arti di Brera ed ebbe come insegnanti Giuseppe Sommaruga e Antonio Sant'Elia.
Divenne uno dei più rappresentativi architetti dell'Art Nouveau in America Latina.

## Galleria d'immagini

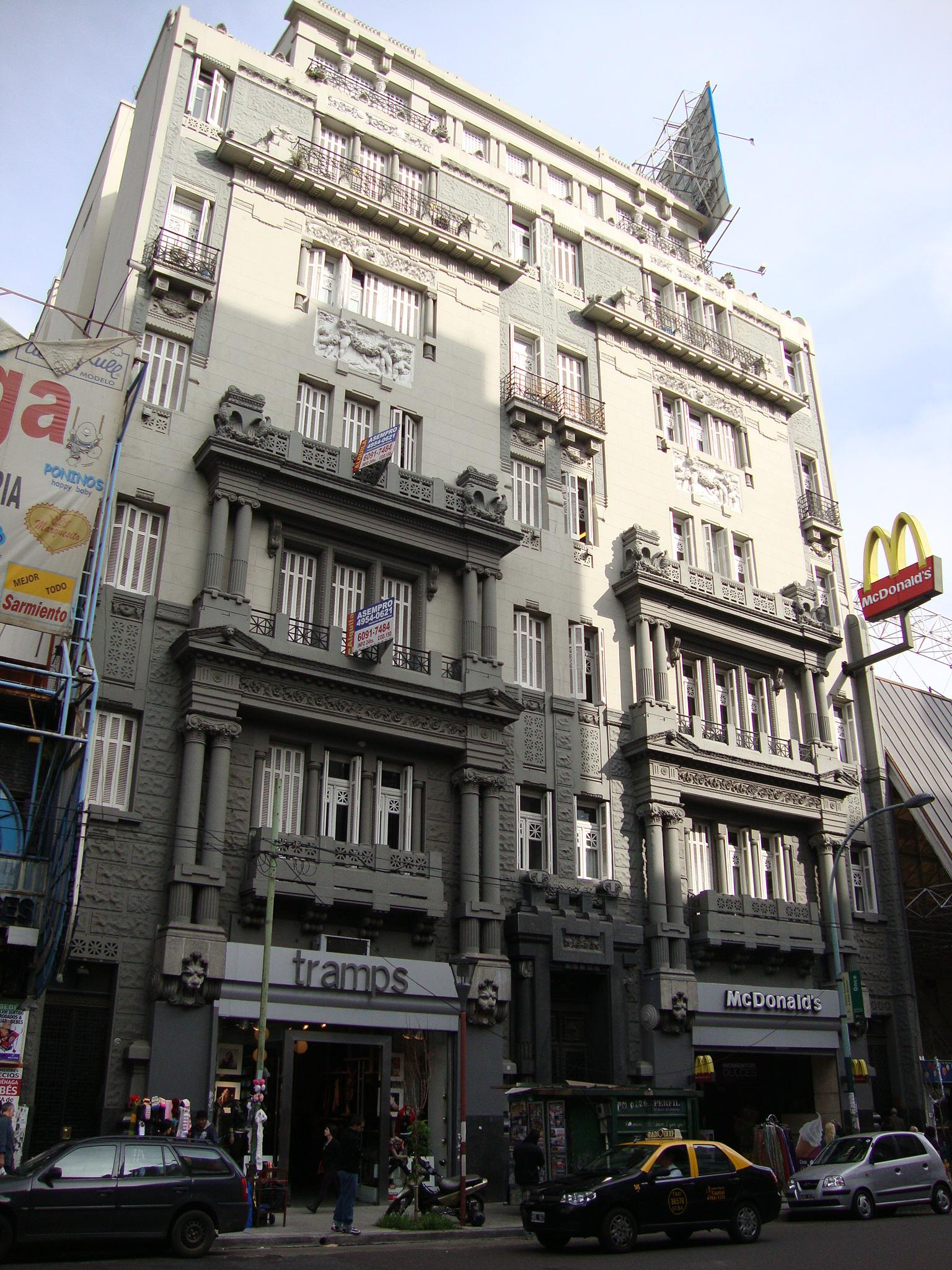
Casa Grimoldi
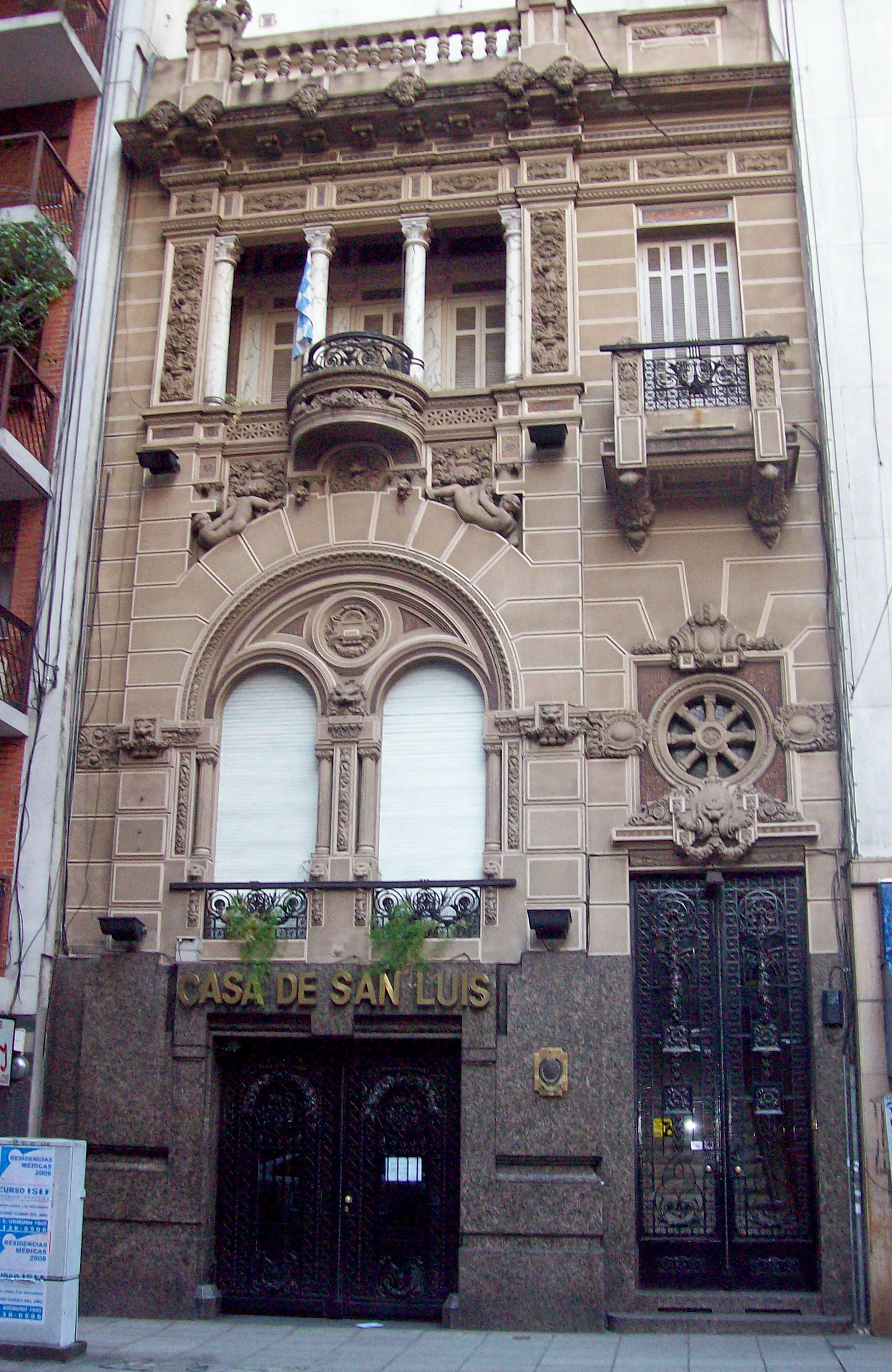
Azcuénaga 1083-1087, Barrio de Recoleta, Buenos Aires.